# Meknattane
Die Meknattane (norwegisch für Mittelklippen) sind eine Gruppe von Nunatakkern an der Ingrid-Christensen-Küste des ostantarktischen Prinzessin-Elisabeth-Lands. Sie ragen an der Ostseite der Mündung des Polarforschung-Gletschers in das Publications-Schelfeis auf. Die Gruppe besteht aus einem wuchtigen Bergrücken mit zerklüfteten Felsvorsprüngen im Süden und Osten.
Norwegische Kartographen, die sie auch benannten, kartierten sie anhand von Luftaufnahmen der Lars-Christensen-Expedition 1936/37. Weitere Luftaufnahmen entstanden bei der US-amerikanischen Operation Highjump (1946–1947). Der Geologe Ian Roderick McLeod (* 1931) erkundete sie im Januar 1969 im Zuge einer Kampagne der Australian National Antarctic Research Expeditions zu den Prince Charles Mountains.